# Arnaud Boudoiron
 (décembre 2018).
Arnaud Boudoiron, né en 1974, est un illustrateur et un auteur de bande dessinée français.

## Œuvre

### Albums de bande dessinée
- Carmen + Travis, scénario de Fred Duval, Delcourt, collection Neopolis

2. Les récits II, dessins de Christophe Quet, Arnaud Boudoiron, Didier Cassegrain, Sébastien Damour, Stéphane Roux, Yoann, Carole Beau, Karine Boccanfuso et Stéphane Peru, 2005  (ISBN 2-84789-440-3)
- Husk, dessins d'Arnaud Boudoiron, Soleil Productions, collection Mondes futurs

1. Monkey brain[1], scénario de Frédéric L'Homme, 2007  (ISBN 978-2-84946-566-0)
2. Critical mass, scénario de Louis, 2009  (ISBN 978-2-302-00494-8)

- Kookaburra Universe, Soleil Productions

13. L'Appel des étoiles, scénario de Louis, dessins d'Arnaud Boudoiron, 2010  (ISBN 978-2-302-01040-6)
- Nirvana, scénario de Jean-Luc Istin, dessins d'Arnaud Boudoiron, Soleil Productions, collection Anticipation

1. Première génération, 2011  (ISBN 978-2-302-01626-2)
2. Seconde génération, 2013  (ISBN 978-2-302-02276-8)

### Albums d'illustrations
- Les Dragons, dessins d'Arnaud Boudoiron, Olivier Héban, Paolo Deplano, Gwendal Lemercier, Tregis, Kyko Duarte, Djief, Jean-Paul Bordier, Alain Brion, Pierre-Denis Goux, Valentin Sécher, Rémi Torregrossa et Erwan Seure-Le-Bihan, Soleil Productions, collection Soleil Celtic, 2011  (ISBN 978-2-302-01922-5)
- Les Filles de Soleil, dessins collectifs, Soleil Productions

12. Les Filles de Soleil, 2008  (EAN 200-0-00-941565-0)
17. Les Filles de Soleil, 2012  (ISBN 978-2-302-01986-7)
18. Les Filles de Soleil, 2013  (ISBN 978-2-302-02711-4)